# Гуаратингета (микрорегион)

Гуаратингета на карте.

Гуаратингета (порт. Microrregião de Guaratinguetá) — микрорегион в Бразилии, входит в штат Сан-Паулу. Составная часть мезорегиона Вали-ду-Параиба-Паулиста. 
Население составляет 	402 133	 человека (на 2010 год). Площадь — 	2 702,406	 км². Плотность населения — 	148,81	 чел./км².

## Демография
Согласно сведениям, собранным в ходе переписи 2010 г. Национальным институтом географии и статистики (IBGE), население микрорегиона составляет:						
| Полное население                             | Полное население                             | Полное население                             | Полное население                             | 402 133 |
| -------------------------------------------- | -------------------------------------------- | -------------------------------------------- | -------------------------------------------- | ------- |
| в том числе:                                 | Городское население                          | 377 512                                      | Процент городского населения, %              | 93,88   |
|                                              | Сельское население                           | 24 621                                       | Процент сельского населения, %               | 6,12    |
|                                              | Мужское население                            | 196 889                                      | Процент мужского населения, %                | 48,96   |
|                                              | Женское население                            | 205 244                                      | Процент женского населения, %                | 51,04   |
| Плотность населения, чел/км²                 | Плотность населения, чел/км²                 | Плотность населения, чел/км²                 | Плотность населения, чел/км²                 | 148,81  |
| Население микрорегиона в % к населению штата | Население микрорегиона в % к населению штата | Население микрорегиона в % к населению штата | Население микрорегиона в % к населению штата | 0,97    |

## Статистика
- Валовой внутренний продукт на 2007 составляет 3 821 714 679,00 реалов (данные: Бразильский институт географии и статистики).
- Валовой внутренний продукт на душу населения на 2003 составляет 7740,14 реалов (данные: Бразильский институт географии и статистики).
- Индекс развития человеческого потенциала на 2007 составляет 0,814 (данные: Программа развития ООН).

## Состав микрорегиона
В составе микрорегиона включены следующие муниципалитеты:
1. Апаресида
2. Кашуэйра-Паулиста
3. Канас
4. Крузейру
5. Гуаратингета
6. Лавриньяс
7. Лорена
8. Пикети
9. Потин
10. Келус
11. Розейра